# ルクミ
ルクミ(Lukhmi)は、挽肉を用いた塩味のペイストリーで、インドのテランガーナ州ハイデラバードでスターターとして食べられる。マトンの挽肉（キーマ）を用いて作るのが正式である。サモサの一種であるが、サモサとは異なり、平たく四角形に成形する。料理名は、「一口」という意味のloqmaに由来する。

## 材料
挽肉（キーマ）、小麦粉、ヨーグルト

## 作り方
ヨーグルト中で生地を完全に滑らかになるまで混ぜ合わせ、できた生地に挽肉を詰める。
Kheemey-ki-Lukhmiは、正式なハイデラバードの結婚式やその他の祝いの際に今でもスターターとして提供されている。

## 関連文献
- A Princely Legacy, Hyderabadi Cuisine By Pratibha Karan ISBN 81-7223-318-3, ISBN 978-8172233181